# Wohnhaus Katharinenstraße 5

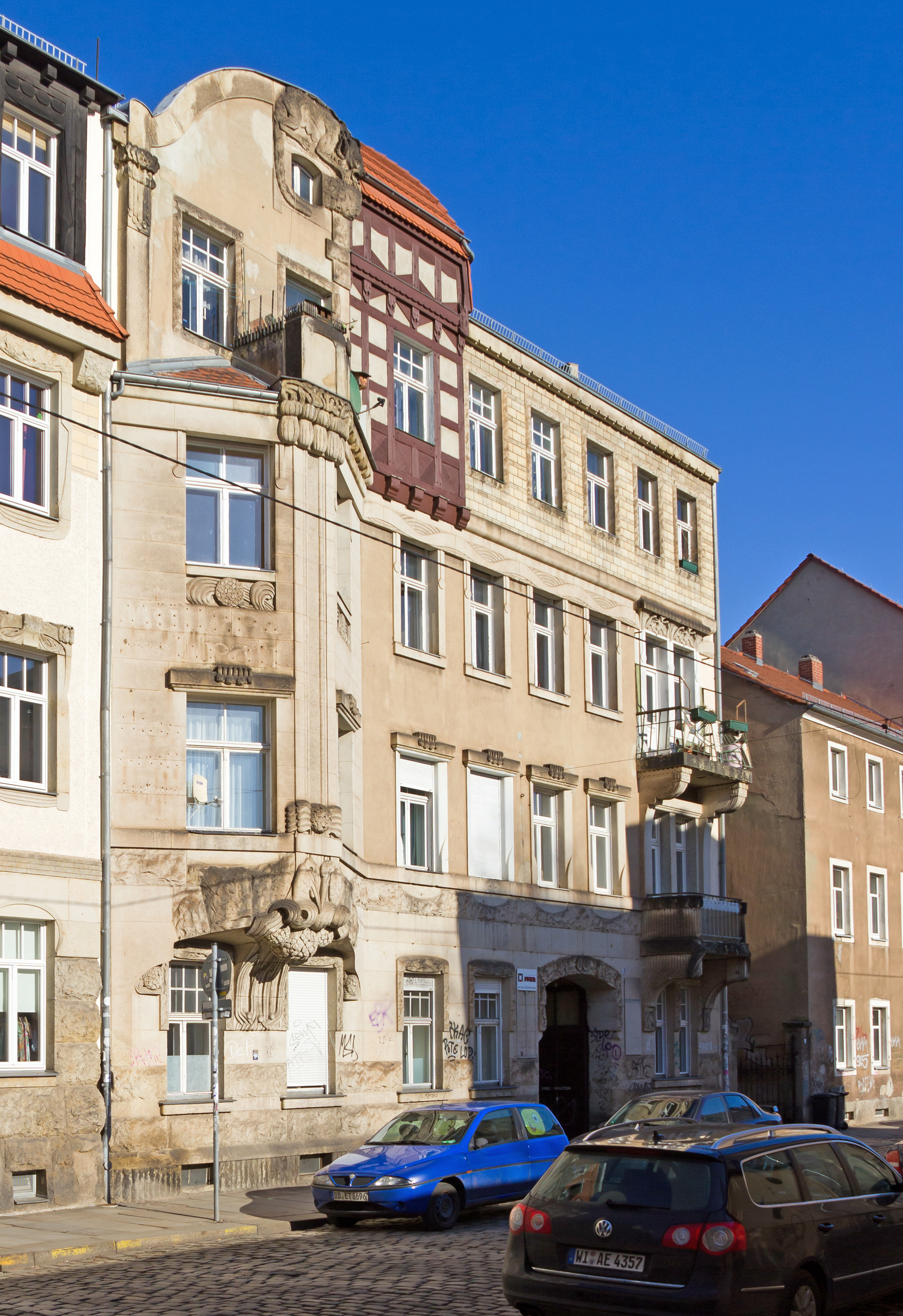
Katharinenstraße 5

Das Wohnhaus Katharinenstraße 5 ist ein denkmalgeschütztes Jugendstilgebäude in der Äußeren Neustadt Dresdens, das 1903 von Friedrich Wilhelm Hertzsch für den Bauherrn, Architekt Carl Heinrich Kühne errichtet worden ist. Es entstand zusammen mit den Häusern Katharinenstraße 1 und Katharinenstraße 3 vom selben Architekten.
Das Gebäude wurde als viergeschossiges Wohnhaus innerhalb einer geschlossenen, heute teilweise kriegszerstörten Bebauung errichtet. Es zeichnet sich durch eine „reiche, originelle Bauornamentik“ aus. So wurden zwei Fledermäuse als Bildrelief in Sandstein eingearbeitet. Bemerkenswert ist die unterschiedlich gestaltete und in sich asymmetrische, neuen Achsen breite Fassade, ausgeführt bei gleichbleibender Sockelbildung, Geschoss- und Traufhöhe. Das ausgebaute Dachgeschoss zeigt eine Verblendung, die teilweise als Sandstein-Putzfassade, teilweise in Fachwerk ausgeführt worden ist. Unterschiedlich geformte und gestaltete Balkongitter schmücken das Haus.

## Bilder

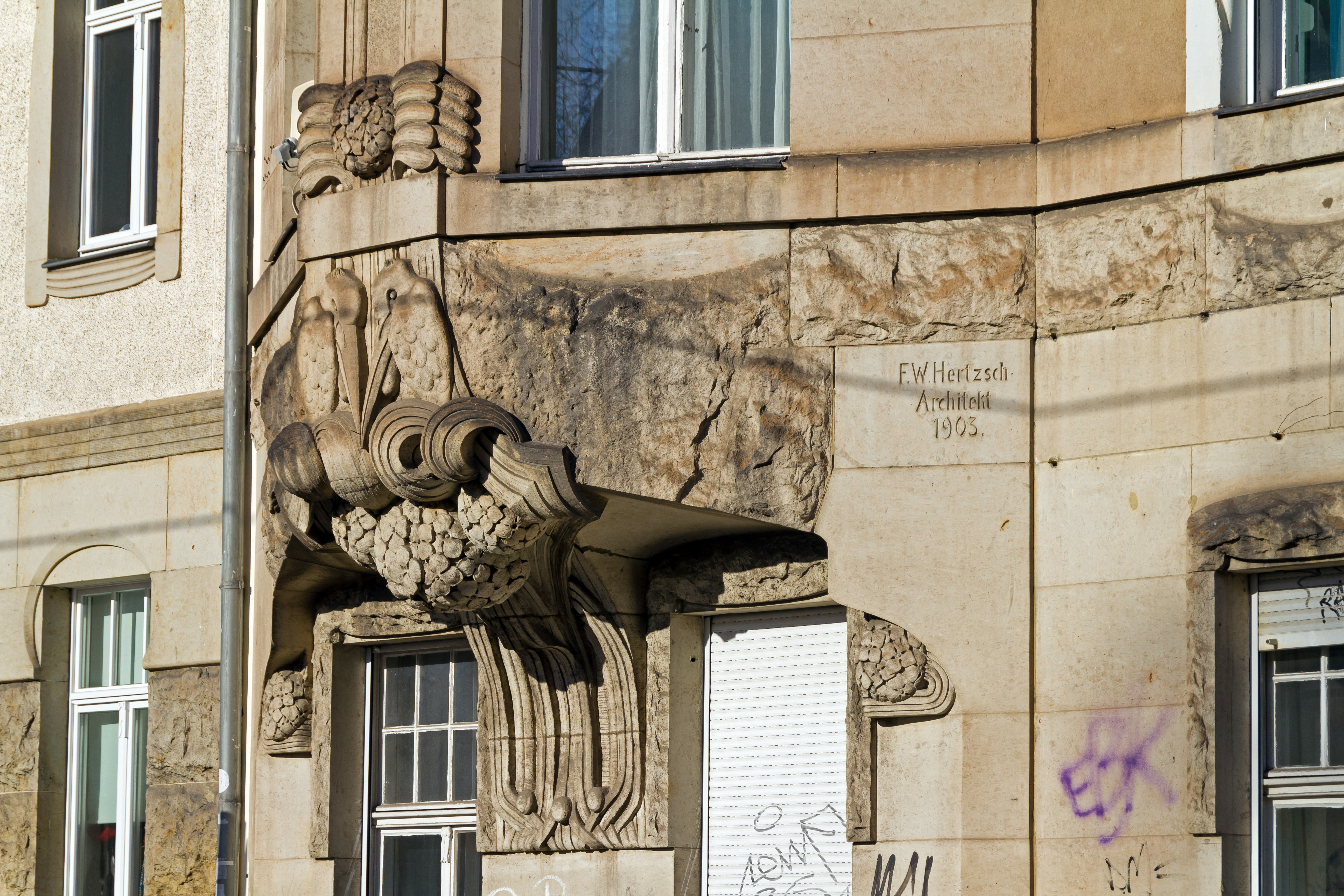
Erker
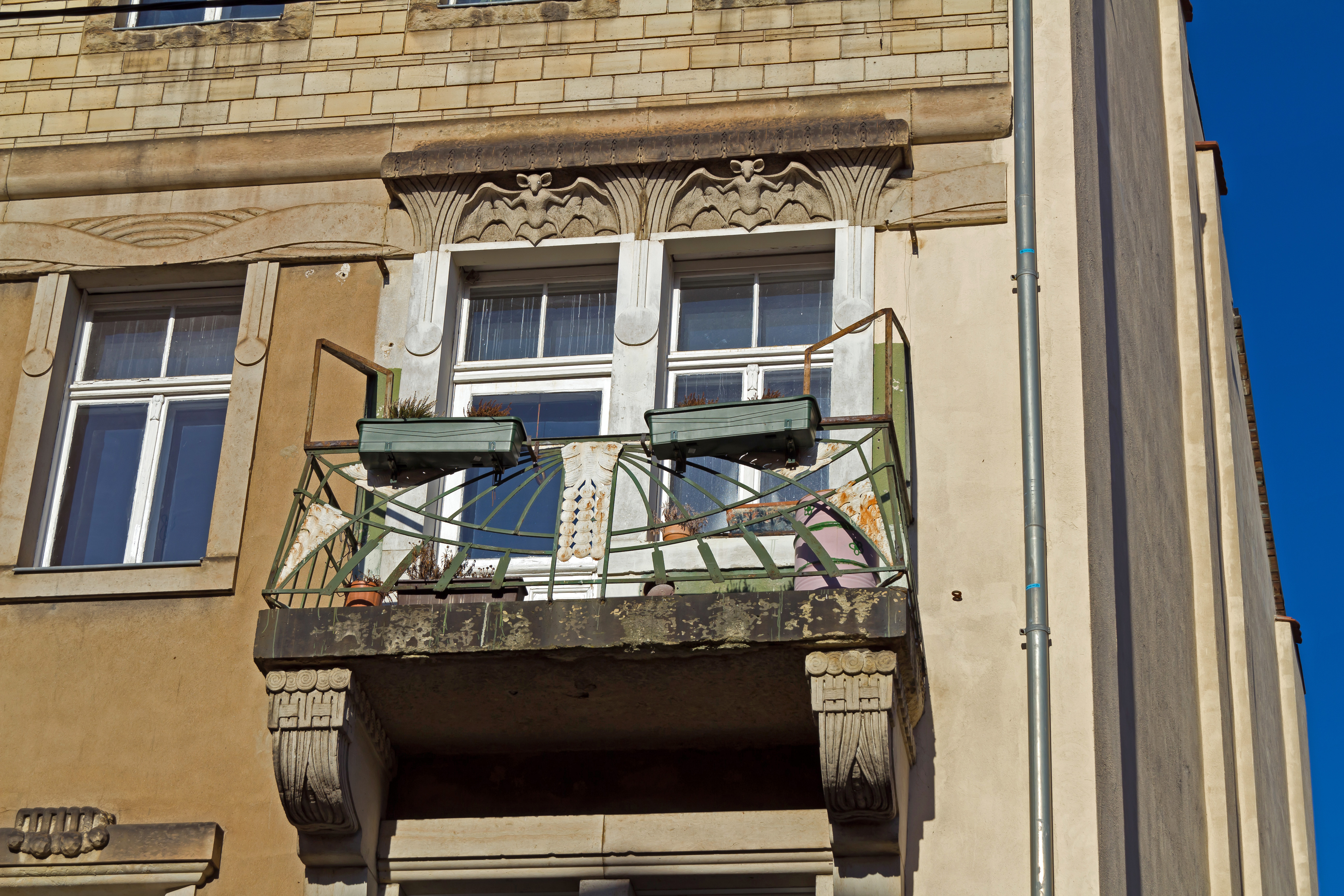
Balkon mit Fledermäusen
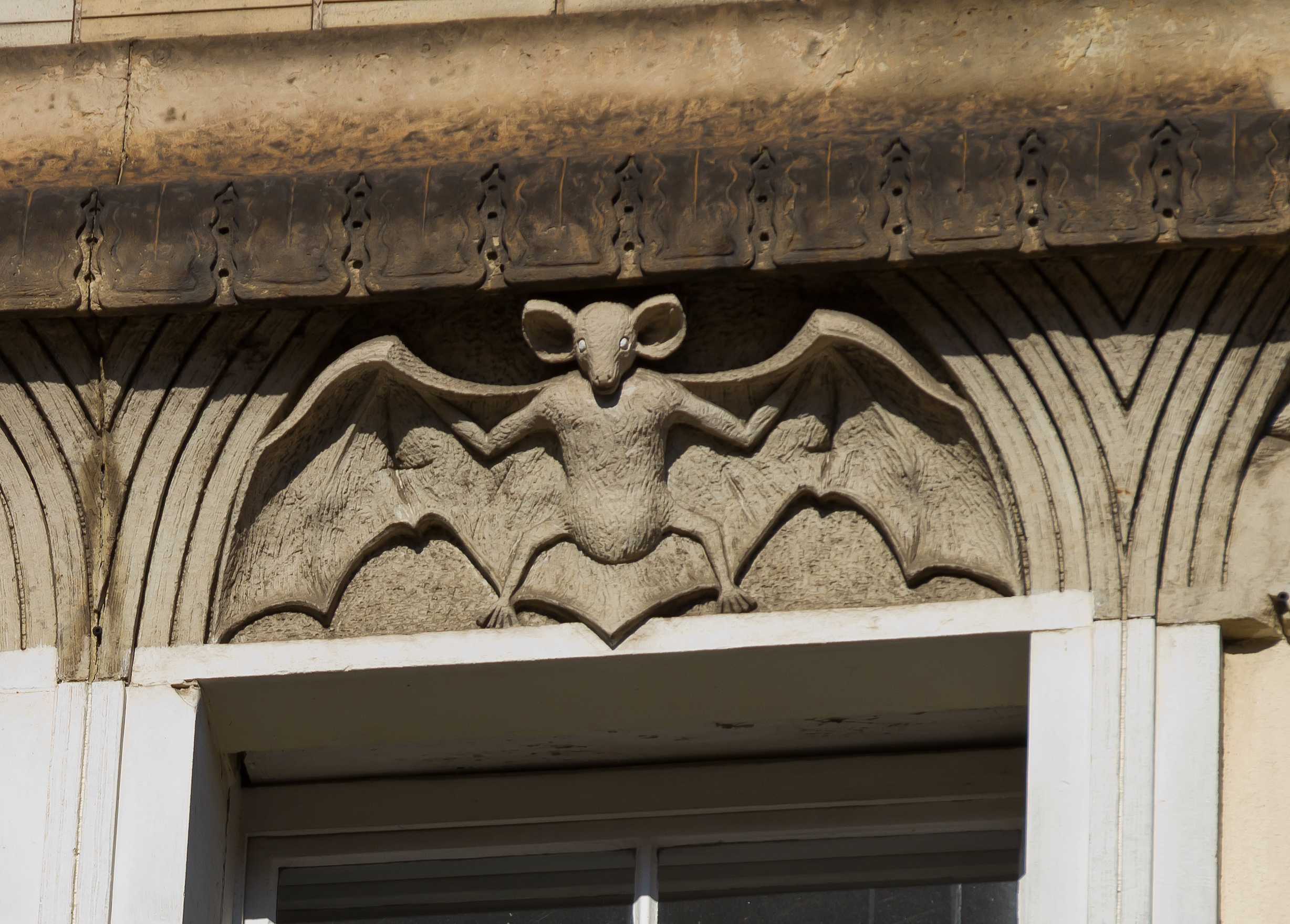
Nahaufnahme einer Fledermaus
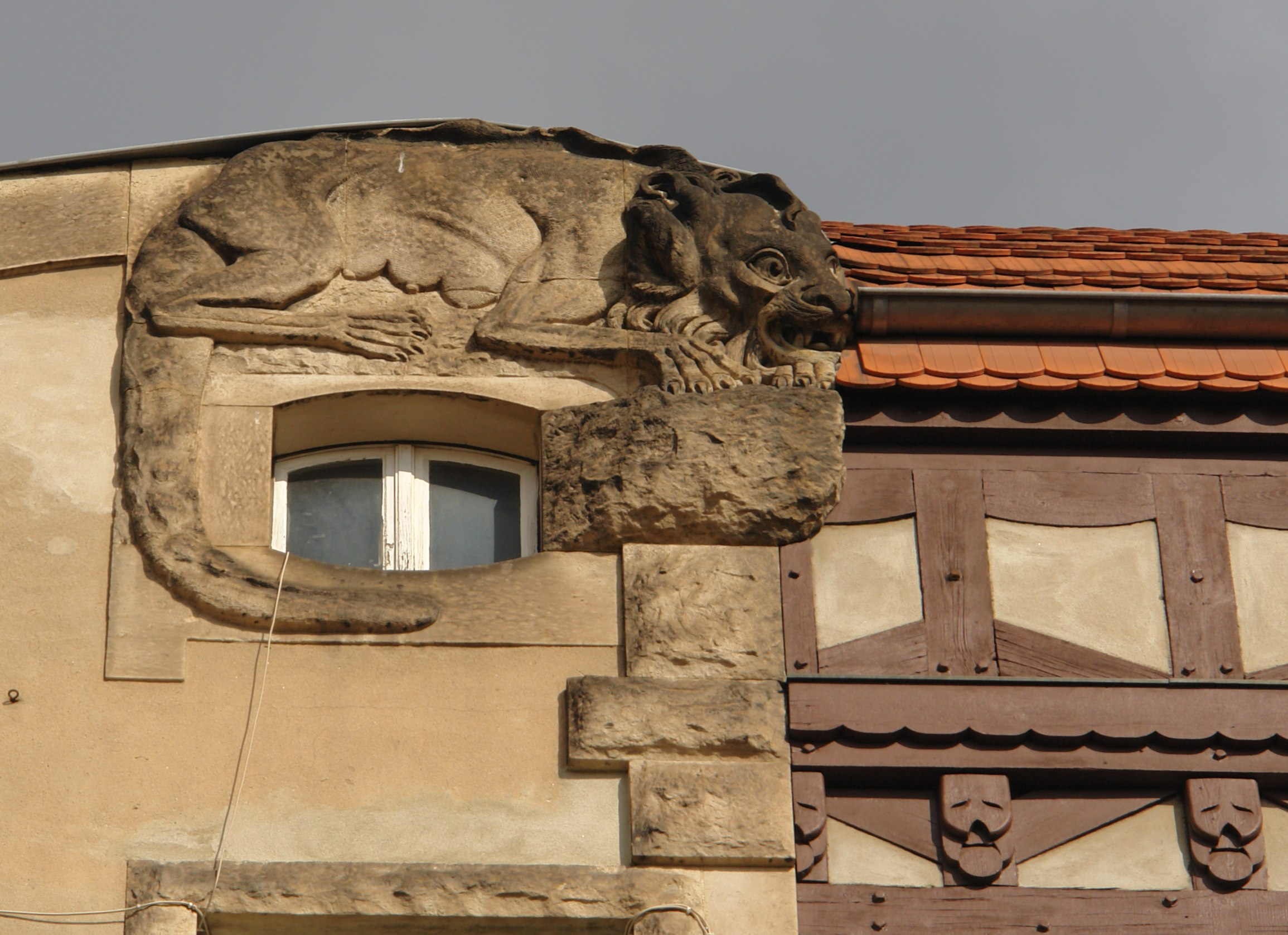
Detail am Dachgiebel